# Uscanoidea iperterebrata
Uscanoidea iperterebrata är en stekelart som beskrevs av Gennaro Viggiani 1992. Uscanoidea iperterebrata ingår i släktet Uscanoidea och familjen hårstrimsteklar. Inga underarter finns listade i Catalogue of Life.